# Parque nacional del Monte Cook
Parque Nacional del Monte Cook es un parque nacional en Queensland (Australia), ubicado a 1554 km al noroeste de Brisbane.
Con una elevación de 431 m, el escarpado Monte Cook proporciona un telón de fondo escénico a Cooktown. Las pendiente superiores están cubiertas de por selva y bosques tropicales.
Los científicos consideran que las montañas de esta zona se originaron en el lecho del mar hace 420 millones de años, para luego ser elevadas como montañas.

## Población aborigen
El área de Cooktown cubre el límite norte de las tierras tradicionales de los pueblos aborígenes orientales Kuku Yalanji. Cubre también cubre el límite sur de las tierras tradicionales de los pueblos Gungarde y Guugu Yimithirr. Muchos de los miembros de estos pueblos viven ahora en Cooktown o en las comunidades aborígenes de Hopevale y Wujal Wujal.

## Instalaciones turísticas
El parque no posee áreas para acampar ni de comida, pero la cercana ciudad de Cooktown ofrece alojamientos, restaurantes y estacionamiento de casas rodantes. Se puede practicar senderismo en el parque, con senderos delimitados de alta dificultad. No se permiten animales domésticos.